# Lista de aeroportos de Portugal
Esta é uma lista de aeroportos e aeródromos de Portugal.

## Lista
| ICAO | IATA | cat.                                  | sit. | nome(s) |   | localização em Portugal | localização em Portugal | localização em Portugal | localização em Portugal | localização em Portugal | localização em Portugal | localização em Portugal |
|      |      |                                       |      | nome(s) |   | 🔎︎                      | lat.                    | long.                   | alt.                    | NUTS III                | mun.                    | freg.                   |
| ---- | ---- | ------------------------------------- | ---- | --- | - | ----------------------- | ----------------------- | ----------------------- | ----------------------- | ----------------------- | ----------------------- | ----------------------- |
| ---- | ---  | aeródromo civil                       | ✔    | Aeródromo Municipal de Águeda = Aeródromo do Casarão                                                                                            |   |                         | 40.54906                | −8.40592                | 100                     | PT16D                   | AGD                     | AGCM                    |
| ---- | ---  | aeródromo civil                       | ✔    | Aeródromo Municipal de Alcochete = Aeródromo de Rio Frio                                                                                        |   |                         | 38.68115                | −8.85815                | 20                      | PT170                   | ACH                     | ALCX                    |
| ---- | ---  | aeródromo civil                       | ✖    | Alentejo Air Park |   |                         | 37.46536                | −8.73807                | 120                     | PT184                   | ODM                     | TEOT                    |
| LP48 | ---  | aeródromo civil                       | ✔    | Aeródromo do Alqueidão |   |                         | 39.06604                | −8.80378                | 5                       | PT185                   | AZB                     | AZBJ                    |
| LPAR | ---  | aeródromo militar                     | ✔    | Complexo Militar de Alverca = Base Aérea de Alverca                                                                                             |   |                         | 38.88325                | −9.03275                | 1                       | PT170                   | VFX                     | ARSH                    |
| ---- | ---  | aeródromo civil                       | ？   | Aeródromo da Amareleja |   |                         |                         |                         |                         | PT184                   | MRA                     | AMLJ                    |
| ---- | ---  | aeródromo civil                       | ✔    | Aeródromo da Amendoeira |   |                         | 38.70904                | −8.27519                | 192                     | PT187                   | MMN                     | MMSV                    |
| ---- | ---  | aeródromo civil                       | ✔    | Aeródromo de Atouguia da Baleia |   |                         | 39.34744                | −9.32016                | 25                      | PT16B                   | PNI                     | ATGB                    |
| LP50 | ---  | aeródromo civil                       | ✔    | Aeródromo da Azambuja |   |                         | 39.05987                | −8.82787                | 4                       | PT185                   | AZB                     | AZBJ                    |
| LPBJ | BYJ  | aeroporto civil/militar internacional | ✔    | Aeroporto de Beja = Aeroporto Internacional do Alentejo ≅ Base Aérea de Beja                                                                    | 2 |                         | 38.07889                | −7.93250                | 187                     | PT184                   | BJA                     | TXBS                    |
| ---- | ---  | aeródromo civil                       | ✖    | Aeródromo Civil de Beja |   |                         | 38.06035                | −7.87755                | 190                     | PT184                   | BJA                     | MTBJ                    |
| ---- | ---  | aeródromo civil                       | ✔    | Campo de Voo de Benavente |   |                         | 38.91429                | −8.78704                | 30                      | PT185                   | BNV                     | BNVT                    |
| ---- | ---  | categoria desconhecida                | ？   | Pista de Biscainho Brandão |   |                         | 38.94250                | −8.71887                | 40                      | PT185                   | BNV                     | BSCH                    |
| LPCO | CBP  | aeródromo civil                       | ✔    | Aeródromo Municipal Bissaya Barreto = Aeródromo Municipal de Coimbra                                                                            |   |                         | 40.15627                | −8.46916                | 174                     | PT16E                   | CBR                     | AFAH                    |
| LPBR | BGZ  | aeródromo civil                       | ✔    | Aeródromo Municipal de Braga |   |                         | 41.58694                | −8.44528                | 75                      | PT112                   | BRG                     | PLMB                    |
| LPBG | BGC  | aeródromo civil internacional         | ✔    | Aeródromo Municipal de Bragança | 1 |                         | 41.85667                | −6.70750                | 683                     | PT11E                   | BGC                     | BACL                    |
| LPLG | ---  | aeródromo civil                       | ✔    | Aeródromo Municipal Brigadeiro Costa Franco = Aeródromo Municipal de Lagos                                                                      |   |                         | 37.12206                | −8.67926                | 1                       | PT150                   | LGS                     | LAGS                    |
| ---- | ---  | aeródromo civil                       | ✔    | Aeródromo de Cabeceiras de Basto |   |                         | 41.55657                | −7.98419                | 750                     | PT119                   | CBC                     | ABDI                    |
| ---- | ---  | aeródromo civil                       | ？   | Campo de Voo do Campinho |   |                         | 38.35886                | −7.46590                | 185                     | PT187                   | RMZ                     | CPPI                    |
| LPCS | CAT  | aeródromo civil                       | ✔    | Aeródromo Municipal de Cascais = Aeroporto Regional Lisboa Cascais-Tejo = Aeródromo de Tires                                                    |   |                         | 38.72556                | −9.35528                | 99                      | PT170                   | CSC                     | DMRN                    |
| LPCB | ---  | aeródromo civil                       | ✔    | Aeródromo de Castelo Branco = Aeródromo Municipal de Castelo Branco                                                                             |   |                         | 39.84833                | −7.44167                | 381                     | PT16H                   | CTB                     | CBCB                    |
| LP55 | ---  | aeródromo civil                       | ✔    | Aeródromo do Cerval |   |                         | 41.97363                | −8.67448                | 35                      | PT111                   | VNC                     | CPVM                    |
| LPCH | CHV  | aeródromo civil                       | ✔    | Aeródromo Municipal de Chaves |   |                         | 41.72202                | −7.46268                | 360                     | PT11B                   | CHV                     | VNAN                    |
| LPCR | CVU  | aeródromo civil                       | ✔    | Aeródromo do Corvo |   |                         | 39.67083                | −31.11278               | 20                      | PT200                   | CRV                     | CORV                    |
| ---- | ---  | pista privada                         | ？   | Pista da Courela do Outeiro |   |                         | 37.62719                | −7.50229                | 120                     | PT184                   | MTL                     | ANCB                    |
| LPCV | COV  | aeródromo civil                       | ✖    | Aeródromo Municipal da Covilhã |   |                         | 40.26528                | −7.47944                | 484                     | PT16J                   | CVL                     | CVLC                    |
| ---- | ---  | aeródromo civil                       | ？   | Pista da Corvachã |   |                         | 41.23191                | −7.97718                | 750                     | PT11C                   | AMT                     | BCCR                    |
| ---- | ---  | pista privada                         | ？   | Aeródromo da Daroeira |   |                         | 37.91107                | −8.32174                | 90                      | PT181                   | STC                     | ALVC                    |
| ---- | ---  | aeródromo civil                       | ？   | Pista da Dragoa |   |                         | 40.40647                | −6.99690                | 810                     | PT16J                   | SBG                     | RRVE                    |
| ---- | ---  | aeródromo civil                       | ？   | Aeródromo de Entre-os-Rios |   |                         | 41.07587                | −8.27156                | 160                     | PT11C                   | MCN                     | AVZT                    |
| LPIN | ---  | aeródromo civil                       | ✔    | Aeródromo Municipal de Espinho = Aeródromo da Costa Verde                                                                                       |   |                         | 40.97425                | −8.64535                | 1                       | PT16D                   | ESP                     | PRAM                    |
| LPEV | ---  | aeródromo civil                       | ✔    | Aeródromo Municipal de Évora |   |                         | 38.53348                | −7.88965                | 246                     | PT187                   | EVR                     | MGHF                    |
| ---- | ---  | aeródromo civil                       | ？   | Aeródromo das Faias |   |                         | 38.68770                | −8.74534                | 40                      | PT170                   | MTJ                     | PGIS                    |
| LP38 | ---  | aeródromo civil                       | ✖    | Aeródromo de Fátima = Aeródromo da Giesteira |   |                         | 39.58059                | −8.66305                | 410                     | PT16I                   | VNO                     | FTIM                    |
| ---- | ---  | aeródromo civil                       | ✖    | Aeródromo Municipal da Figueira da Foz = Campo de Voo da Quinta da Fôja                                                                         |   |                         | 40.18459                | −8.70463                | 5                       | PT16E                   | FIG                     | FRNV                    |
| LPFC | ---  | aeródromo civil                       | ？   | Aeródromo de Figueira dos Cavaleiros |   |                         | 38.07661                | −8.23538                | 75                      | PT184                   | FAL                     | FGCV                    |
| LPFL | FLW  | aeroporto civil                       | ✔    | Aeroporto das Flores | 1 |                         | 39.45528                | −31.13139               | 34                      | PT200                   | SCF                     | XZFL                    |
| LPFR | FAO  | aeroporto civil internacional         | ✔    | Aeroporto Internacional de Faro = Aeroporto Gago Coutinho                                                                                       | 1 |                         | 37.01535                | −7.97245                | 7                       | PT150                   | FAR                     | MTNG                    |
| ---- | ---  | aeródromo civil                       | ✔    | Aeródromo de Ferreira do Alentejo |   |                         | 38.03961                | −8.10431                | 135                     | PT184                   | FAL                     | FACT                    |
| LPPR | OPO  | aeroporto civil internacional         | ✔    | Aeroporto Francisco Sá Carneiro = Aeroporto Internacional do Porto = Aeroporto de Pedras Rubras                                                 | 1 |                         | 41.23556                | −8.67806                | 69                      | PT11A                   | MAI                     | MRMA                    |
| LPGR | GRW  | aeródromo civil                       | ✔    | Aeródromo da Graciosa | 1 |                         | 39.09250                | −28.02861               | 26                      | PT200                   | SCG                     | XZGC                    |
| ---- | ---  | pista privada                         | ？   | Pista da Herdade de Barrosinha |   |                         | 38.34627                | −8.44205                | 100                     | PT181                   | ASL                     | MCIS                    |
| LPHR | HOR  | aeroporto civil internacional         | ✔    | Aeroporto da Horta | 1 |                         | 38.52000                | −28.71639               | 36                      | PT200                   | HRT                     | CBHO                    |
| LPPT | LIS  | aeroporto civil/militar internacional | ✔    | Aeroporto Humberto Delgado = Aeroporto Internacional de Lisboa = Aeroporto da Portela ≅ Aeródromo Militar de Lisboa = Base Aérea de Figo Maduro | 1 |                         | 38.77944                | −9.13611                | 114                     | PT170                   | LSB                     | MOVL                    |
| LPPD | PDL  | aeroporto civil internacional         | ✔    | Aeroporto João Paulo II = Aeroporto de Ponta Delgada = Aeroporto de Nordela                                                                     | 1 |                         | 37.74542                | −25.70865               | 80                      | PT200                   | PDL                     | RELV                    |
| ---- | ---  | aeródromo civil                       | ？   | Pista da Lagoa da Carrasqueira |   |                         | 37.99961                | −8.23168                | 95                      | PT184                   | FAL                     | FACT                    |
| LPLA | TER  | aeroporto civil/militar internacional | ✔    | Base Aérea das Lajes | 1 |                         | 38.76194                | −27.09083               | 55                      | PT200                   | VPV                     | LJEV                    |
| ---- | ---  | aeródromo civil                       | ✔    | Aeródromo de Laundos |   |                         | 41.44856                | −8.70813                | 40                      | PT11A                   | PVZ                     | LAUN                    |
| ---- | ---  | aeródromo civil                       | ✔    | Aeródromo Municipal de Leiria = Aeródromo José Ferrinho = Aeródromo da Gândara dos Olivais                                                      |   |                         | 39.77996                | −8.82157                | 40                      | PT16F                   | LRA                     | MZBR                    |
| ---- | ---  | aeródromo civil                       | ？   | Aeródromo da Lezíria |   |                         | 38.90250                | −8.93736                | 1                       | PT170                   | VFX                     | VFXI                    |
| ---- | ---  | aeródromo civil                       | ✔    | Aeródromo Municipal da Lousã |   |                         | 40.14234                | −8.24009                | 200                     | PT16E                   | LSA                     | LSVH                    |
| ---- | ---  | aeródromo civil                       | ✔    | Aeródromo de Mação |   |                         | 39.57259                | −7.98745                | 331                     | PT16I                   | MAC                     | MPAB                    |
| ---- | ---  | aeródromo civil                       | ✔    | Aeródromo Municipal de Macedo de Cavaleiros |   |                         | 41.52532                | −6.96637                | 543                     | PT11E                   | MCD                     | MCCV                    |
| LPMA | FNC  | aeroporto civil internacional         | ✔    | Aeroporto da Madeira = Aeroporto Cristiano Ronaldo                                                                                              | 1 |                         | 32.69795                | −16.77435               | 59                      | PT300                   | SCR                     | XZXZ                    |
| LPVL | ---  | aeródromo civil                       | ✔    | Aeródromo Municipal da Maia = Aeródromo de Vilar de Luz                                                                                         |   |                         | 41.27917                | −8.51722                | 236                     | PT11A                   | MAI                     | FGOM                    |
| ---- | ---  | aeródromo civil                       | ？   | Aeródromo de Martim Longo |   |                         | 37.43360                | −7.76371                | 290                     | PT150                   | ACT                     | MTML                    |
| ---- | ---  | aeródromo civil                       | ？   | Pista de Melides = Aeródromo de Comporta/Galé                                                                                                   |   |                         | 38.19736                | −8.72937                | 80                      | PT181                   | GDL                     | MLID                    |
| LPMI | ---  | aeródromo civil                       | ✔    | Aeródromo Municipal de Mirandela |   |                         | 41.46821                | −7.22647                | 390                     | PT11E                   | MDL                     | PSSM                    |
| LPMU | ---  | aeródromo civil                       | ✔    | Aeródromo Municipal de Mogadouro |   |                         | 41.39626                | −6.68350                | 705                     | PT11E                   | MGD                     | AZHO                    |
| LPMF | ---  | aeródromo civil                       | ✔    | Aeródromo de Monfortinho |   |                         | 39.97669                | −6.90650                | 315                     | PT16H                   | IDN                     | MFSX                    |
| ---- | ---  | aeródromo civil                       | ？   | Aeródromo de Monforte |   |                         | 39.05990                | −7.42172                | 290                     | PT186                   | MFT                     | MFTM                    |
| LPMO | ---  | aeródromo civil                       | ✔    | Aeródromo Municipal de Montargil = Aeródromo Municipal de Mora = Aeródromo de Morargil                                                          |   |                         | 38.99362                | −8.14190                | 105                     | PT186                   | PSR                     | MTGL                    |
| LPMR | QLR  | aeródromo militar                     | ✔    | Base Aérea de Monte Real = Base Aérea N.º 5 | 1 |                         | 39.83036                | −8.88717                | 50                      | PT16F                   | LRA                     | MRCV                    |
| ---- | ---  | aeródromo civil                       | ？   | Pista de Montevil |   |                         | 38.39835                | −8.57536                | 20                      | PT181                   | ASL                     | MCIS                    |
| LPMT | ---  | aeródromo militar                     | ✔    | Base Aérea do Montijo = Base Aérea N.º 6 | 1 |                         | 38.70797                | −9.02504                | 10                      | PT170                   | MTJ                     | MJAF                    |
| ---- | ---  | aeródromo civil                       | ✖    | Aeródromo de Mortágua |   |                         | 40.42665                | −8.23227                | 150                     | PT16E                   | MRT                     | SBLM                    |
| ---- | ---  | aeródromo civil                       | ？   | Pista de Mouriscas |   |                         | 39.47788                | −8.08929                | 90                      | PT16I                   | ABT                     | MORI                    |
| ---- | ---  | aeródromo civil                       | ？   | Aeródromo de Muge |   |                         | 39.09707                | −8.65854                | 40                      | PT185                   | SMG                     | GRGR                    |
| ---- | ---  | aeródromo civil                       | ？   | Aeródromo de Óbidos |   |                         | 39.39087                | −9.19821                | 1                       | PT16B                   | OBD                     | OBSL                    |
| ---- | ---  | aeródromo civil                       | ？   | Aeródromo de Ourique |   |                         | 37.66646                | −8.22983                | 176                     | PT170                   | ORQ                     | OURQ                    |
| LPOT | ---  | aeródromo militar                     | ✔    | Centro de Formação Militar e Técnica da Força Aérea = Base Aérea da Ota = Base Aérea N.º 2                                                      |   |                         | 39.09000                | −8.96208                | 43                      | PT16B                   | ALQ                     | OTAQ                    |
| LPOV | ---  | aeródromo militar                     | ✔    | Base Aérea N.º 8 = Aeródromo Militar de Ovar |   |                         | 40.91591                | −8.64599                | 15                      | PT16D                   | OVR                     | MCDA                    |
| ---- | ---  | aeródromo civil                       | ✖    | Aeródromo de Palma |   |                         | 38.51475                | −8.57621                | 70                      | PT181                   | ASL                     | MCIS                    |
| ---- | ---  | aeródromo civil                       | ？   | Aeródromo de Pedra da Broa |   |                         | 40.71893                | −8.23806                | 550                     | PT16G                   | OFR                     | PHOF                    |
| ---- | ---  | pista privada                         | ？   | Pista da Herdade do Pinheiro |   |                         | 38.45506                | −8.71590                | 35                      | PT181                   | ASL                     | MCIS                    |
| LPPI | PIX  | aeroporto civil                       | ✔    | Aeroporto do Pico | 1 |                         | 38.55387                | −28.44594               | 32                      | PT200                   | MAD                     | BNDS                    |
| LPPM | PRM  | aeródromo civil                       | ✔    | Aeródromo Municipal de Portimão |   |                         | 37.14941                | −8.58402                | 1                       | PT150                   | PTM                     | ALVR                    |
| ---- | ---  | aeródromo civil                       | ？   | Aeródromo do Pombal |   |                         | 39.88564                | −8.65026                | 80                      | PT16F                   | PBL                     | PBAL                    |
| ---- | ---  | pista privada                         | ？   | Pista da Herdade do Pontal |   |                         | 38.71259                | −8.61050                | 90                      | PT170                   | MTJ                     | PGIS                    |
| ---- | ---  | aeródromo civil                       | ？   | Pista do Porto Alto |   |                         | 38.95311                | −8.86762                | 1                       | PT185                   | BNV                     | BNVT                    |
| LPPS | PXO  | aeroporto civil internacional         | ✔    | Aeroporto do Porto Santo | 1 |                         | 33.07083                | −16.34972               | 104                     | PT300                   | PST                     | PTST                    |
| LPPV | ---  | aeródromo civil                       | ✖    | Aeródromo da Praia Verde = Aeródromo de Tavira                                                                                                  |   |                         | 37.19350                | −7.47218                | 5                       | PT150                   | CTM                     | ALTU                    |
| ---- | ---  | aeródromo civil                       | ✔    | Campo de Vôo da Quinta Branca (Covilhã) |   |                         | 40.25718                | −7.46034                | 435                     | PT16J                   | CVL                     | BOID                    |
| LPSR | ---  | aeródromo civil                       | ✔    | Aeródromo de Santarém |   |                         | 39.20900                | −8.69070                | 10                      | PT185                   | STR                     | USTR                    |
| LPSC | ---  | aeródromo civil                       | ✔    | Aeródromo de Santa Cruz = Aeródromo Municipal de Torres Vedras                                                                                  |   |                         | 39.20956                | −8.68701                | 55                      | PT16B                   | TVD                     | SVRA                    |
| LP77 | ---  | aeródromo militar                     | ✔    | Campo Militar de Santa Margarida |   |                         | 39.40175                | −8.28930                | 160                     | PT16I                   | CTC                     | MGCO                    |
| LPAZ | SMA  | aeroporto civil internacional         | ✔    | Aeroporto de Santa Maria | 1 |                         | 36.97259                | −25.17088               | 94                      | PT200                   | VPT                     | VPRT                    |
| LPAV | ---  | aeródromo civil                       | ✔    | Aeródromo de São Jacinto = Aeródromo Municipal de Aveiro                                                                                        |   |                         | 40.65701                | −8.74167                | 1                       | PT16D                   | AVR                     | JCAV                    |
| LPSJ | SJZ  | aeródromo civil                       | ✔    | Aeródromo de São Jorge | 1 |                         | 38.66522                | −28.17459               | 95                      | PT200                   | VLS                     | ARVL                    |
| ---- | ---  | aeródromo civil                       | ✔    | Aeródromo Municipal de Seia = Aeródromo de Pinhanços                                                                                            |   |                         | 40.45184                | −7.69751                | 440                     | PT16J                   | SEI                     | PHCS                    |
| LPSI | SIE  | aeródromo civil                       | ✖    | Aeródromo Municipal de Sines |   |                         |                         |                         |                         | PT181                   | SNS                     | SNES                    |
| LPST | ---  | aeródromo militar                     | ✔    | Base Aérea de Sintra = Base Aérea N.º 1 | 1 |                         | 38.83031                | −9.33873                | 130                     | PT170                   | SNT                     | ABPM                    |
| LPTN | ---  | aeródromo militar                     | ✔    | Aeródromo Militar de Tancos = Base Aérea de Tancos = Base Aérea N.º 3                                                                           |   |                         | 39.47437                | −8.37287                | 80                      | PT16I                   | VNB                     | TNCS                    |
| ---- | ---  | aeródromo civil                       | ？   | Campo de Voo da Tojeira |   |                         | 38.88398                | −9.42777                | 101                     | PT170                   | SNT                     | JLTR                    |
| ---- | ---  | aeródromo civil                       | ？   | Campo de Voo de Valdonas |   |                         | 39.59125                | −8.37178                | 77                      | PT16I                   | TMR                     | JBMO                    |
| ---- | ---  | aeródromo civil                       | ？   | Pista de Vendas Novas |   |                         | 38.67716                | −8.49614                | 120                     | PT187                   | VND                     | VNVS                    |
| LPVR | VRL  | aeródromo civil                       | ✔    | Aeródromo Municipal de Vila Real |   |                         | 41.27436                | −7.72095                | 550                     | PT11D                   | VRL                     | FHDL                    |
| LPVM | ---  | aeródromo civil                       | ✖    | Aeródromo de Vilamoura |   |                         |                         |                         |                         | PT150                   | LLE                     | QRTA                    |
| LPVZ | VSE  | aeródromo civil                       | ✔    | Aeródromo Municipal de Viseu = Aeródromo Municipal Gonçalves Lobato                                                                             |   |                         | 40.72556                | −7.88905                | 628                     | PT16G                   | VIS                     | LDOS                    |
| ---- | ---  | aeródromo civil                       | ？   | Aeródromo da Zambujeira |   |                         | 37.67067                | −8.12350                | 223                     | PT184                   | CVR                     | CVCV                    |

## Movimentações
|      | Lisboa     | Porto      | Faro       | Funchal    | P. Delgada | Lajes     | Horta     | Porto Santo | Pico      | Santa Maria | Flores    | Beja      | TOTAL      |
| ---- | ---------- | ---------- | ---------- | ---------- | ---------- | --------- | --------- | ----------- | --------- | ----------- | --------- | --------- | ---------- |
| 2002 | 09 025 303 | 04 483 399 | 02 484 135 | 02 204 631 | 0 742 985  | sem dados | 0 182 443 | 0 174 159   | sem dados | 0 73 923    | 0 28 721  |           |            |
| 2003 | sem dados  | sem dados  | sem dados  | sem dados  | sem dados  | sem dados | sem dados | sem dados   | sem dados | sem dados   | sem dados |           |            |
| 2004 | sem dados  | 02 870 033 | 04 565 345 | 02 257 305 | 0 819 891  | sem dados | sem dados | 0 161 105   | sem dados | sem dados   | sem dados |           |            |
| 2005 | sem dados  | 03 031 332 | 04 690 647 | 02 304 808 | 0 859 166  | sem dados | sem dados | 0 148 293   | sem dados | sem dados   | sem dados |           |            |
| 2006 | sem dados  | 03 321 765 | 05 033 011 | 02 347 259 | 0 893 244  | sem dados | sem dados | 0 151 033   | sem dados | sem dados   | sem dados |           |            |
| 2007 | sem dados  | 03 912 927 | 05 407 143 | 02 408 238 | 0 926 312  | sem dados | sem dados | 0 139 365   | sem dados | sem dados   | sem dados |           |            |
| 2008 | sem dados  | 04 488 751 | 05 379 709 | 02 437 567 | 0 906 070  | sem dados | sem dados | 0 126 510   | sem dados | sem dados   | sem dados |           |            |
| 2009 | sem dados  | 04 473 645 | 05 013 619 | 02 336 102 | 0 875 492  | sem dados | sem dados | 0 112 528   | sem dados | sem dados   | sem dados |           |            |
| 2010 | sem dados  | 05 229 056 | 05 279 126 | 02 218 557 | 0 897 609  | sem dados | sem dados | 0 97 870    | sem dados | sem dados   | sem dados |           |            |
| 2011 | sem dados  | 05 953 318 | 05 576 986 | 02 296 508 | 0 900 438  | sem dados | sem dados | 0 101 119   | sem dados | sem dados   | sem dados | Novo      |            |
| 2012 | sem dados  | 06 006 134 | 05 624 793 | 02 187 004 | 0 871 371  | sem dados | sem dados | 0 92 232    | sem dados | sem dados   | sem dados | sem dados |            |
| 2013 | sem dados  | 06 323 575 | 05 936 377 | 02 359 262 | 0 890 888  | sem dados | sem dados | 0 89 568    | sem dados | sem dados   | sem dados | sem dados |            |
| 2014 | sem dados  | 06 861 299 | 06 113 241 | 02 444 092 | 0 946 371  | sem dados | sem dados | 0 100 645   | sem dados | sem dados   | sem dados | sem dados |            |
| 2015 | sem dados  | 07 999 029 | 06 369 339 | 02 588 377 | 01 241 588 | sem dados | sem dados | 0 117 716   | sem dados | sem dados   | sem dados | sem dados |            |
| 2016 | sem dados  | 09 294 432 | 07 577 285 | 02 956 474 | 01 487 687 | sem dados | sem dados | 0 146 346   | sem dados | sem dados   | sem dados | sem dados |            |
| 2017 | sem dados  | 10 682 163 | 08 682 120 | 03 198 327 | 01 829 807 | sem dados | sem dados | 0 160 089   | sem dados | sem dados   | sem dados | 0 5 096   |            |
| 2018 | 29 035 856 | 11 837 283 | 08 625 947 | 03 178 382 | 01 892 523 | 0 558 952 | 0 230 261 | 0 155 515   | 0 133 275 | 0 92 085    | 0 69 040  | 0         | 55 809 119 |
| 2019 | 31 176 537 | 13 007 064 | 08 945 877 | 03 200 245 | 02 001 150 | 0 572 942 | 0 243 713 | 0 157 781   | 0 140 308 | 0 92 599    | 0 74 081  | 0         | 59 612 297 |
| 2020 | 09 262 348 | 04 417 650 | 02 185 155 | 01 116 764 | 0 690 672  | 0 217 461 | 0 88 928  | 0 52 000    | 0 61 652  | 0 50 567    | 0 37 681  | 0         | 18 180 878 |
| 2021 | 12 143 358 | 05 782 541 | 03 251 151 | 01 893 336 | 01 247 983 | 0 407 648 | 0 173 306 | 0 124 083   | 0 119 959 | 0 79 869    | 0 70 915  | 0 338     | 25 294 149 |
| 2022 | 28 247 506 | 12 571 935 | 08 141 479 | 03 868 842 | 02 050 679 | 0 663 289 | 0 249 021 | 0 208 338   | 0 177 974 | 0 108 654   | 0 89 214  | 0         | 56 376 931 |